# Posad
Een posad (Russisch: посад) was een nederzetting, vaak omringd met bolwerken en een slotgracht, buiten een grotere plaats, klooster of kremlin van de 10e tot de 15e eeuw.
Een posad werd vaak bewoond door ambachtslieden en handelaren. Omdat de posads vaak van hout waren, werden ze meestal bij aanvallen verwoest; ofwel door de vijand zelf of door brand.
In het Russische Rijk was een posad een kleine semi-urbane nederzetting.
Een aantal posads groeiden uit tot steden, zoals Mariinski Posad, Pavlovski Posad en Sergiev Posad. 
Posads bij een kremlin deden vaak lokale toponiemen ontstaan, zoals Nagorni Posad ('bergopwaartse nederzetting'), Kazanski Posad (historisch centrum van Kazan). Posads bij een klooster groeiden soms uit tot steden, die de naam kregen van het klooster (Sergiev Posad voor de Troitse-Sergieva Lavra).